# Jean-Joseph Flori
Pour les articles homonymes, voir Flori.
Œuvres principales
Ricordi dolci è amari, Mille Proverbi Corsi
Jean-Joseph Flori (Galéria, 1er janvier 1898 - Ajaccio, 26 août 1972) est un écrivain, poète corse et fonctionnaire colonial français en Afrique .

## Éléments biographiques

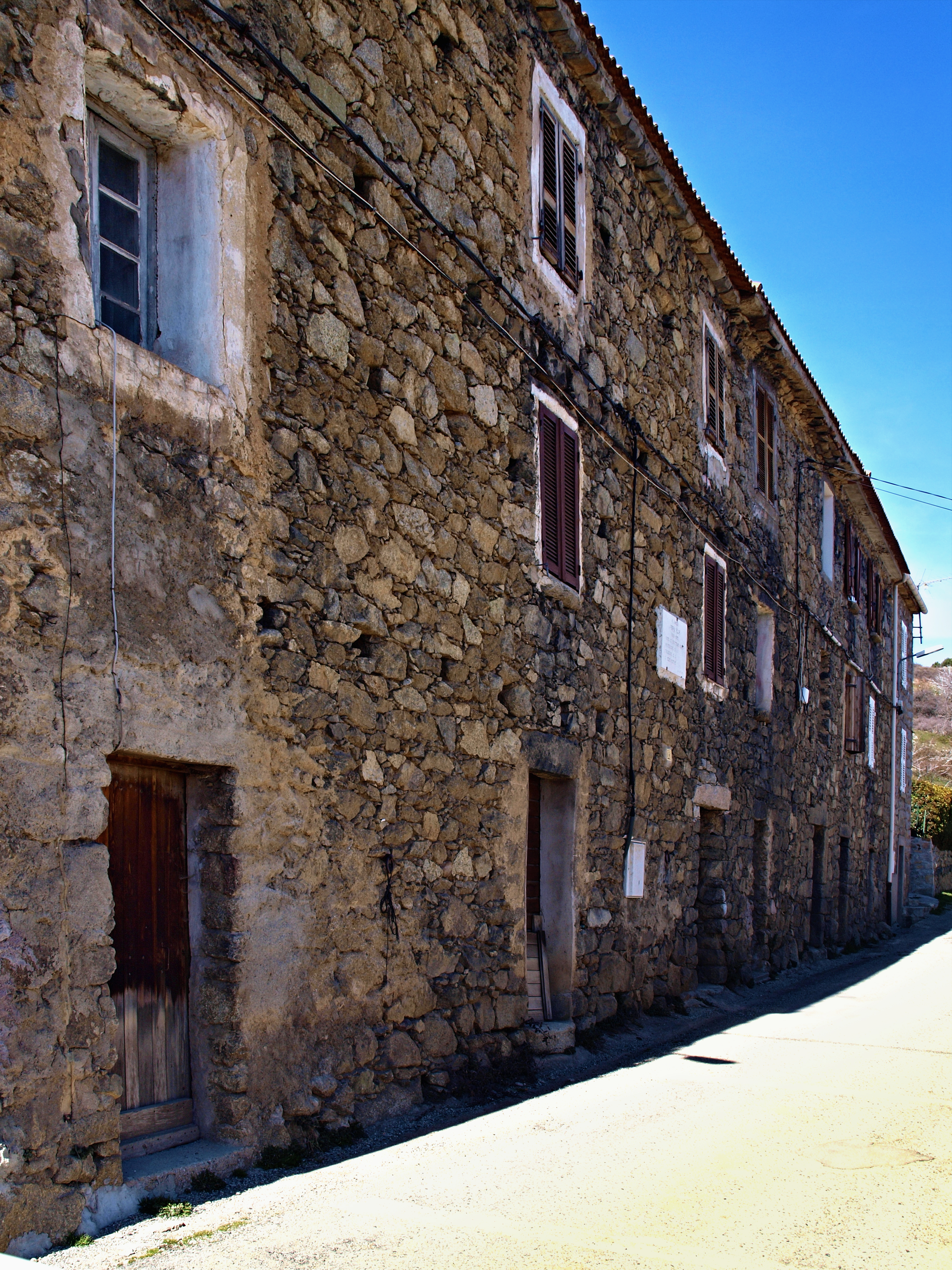
Maison de Peppu Flori à Lozzi

Jean-Joseph Flori dit Peppu Flori, est issu d'une famille de bergers niolins, originaire du village de Lozzi. Il y possédait une maison héritée de sa famille.
Il a collaboré à de nombreux journaux, en langue corse ou française : U Muntese, Paese Corsu, Monte Cinto, Le Petit Bastiais, Nice-Matin. 
Il a aussi collaboré à l’ORTF, et a été membre de la SACEM en 1980.

## Œuvres
- Ricordi dolci è amari en 1952, (prix Bonardi de l’association Parlemu Corsu en 1966)
- U Sangue parla en 1951, comédie en un acte en 1951
- Mamma cara.
- Veranu corsu
- Vecchie Torre ...
- Mille Proverbi Corsi en 1971

« Les proverbes ont tous un sens propre ou figuré et souvent les deux en même temps, mais tous ont été établis selon l'expérience, les exemples et les fondements de la morale. 
Celui qui sait s'en servir peut se mettre même dans un cas critique à l'abri d'un proverbe et il ne regrettera jamais. » - Peppu Flori.
Peppu Flori a été aussi l'auteur de nombreuses musiques et paroles, qu'il a souvent interprétées.

## Hommages rendus

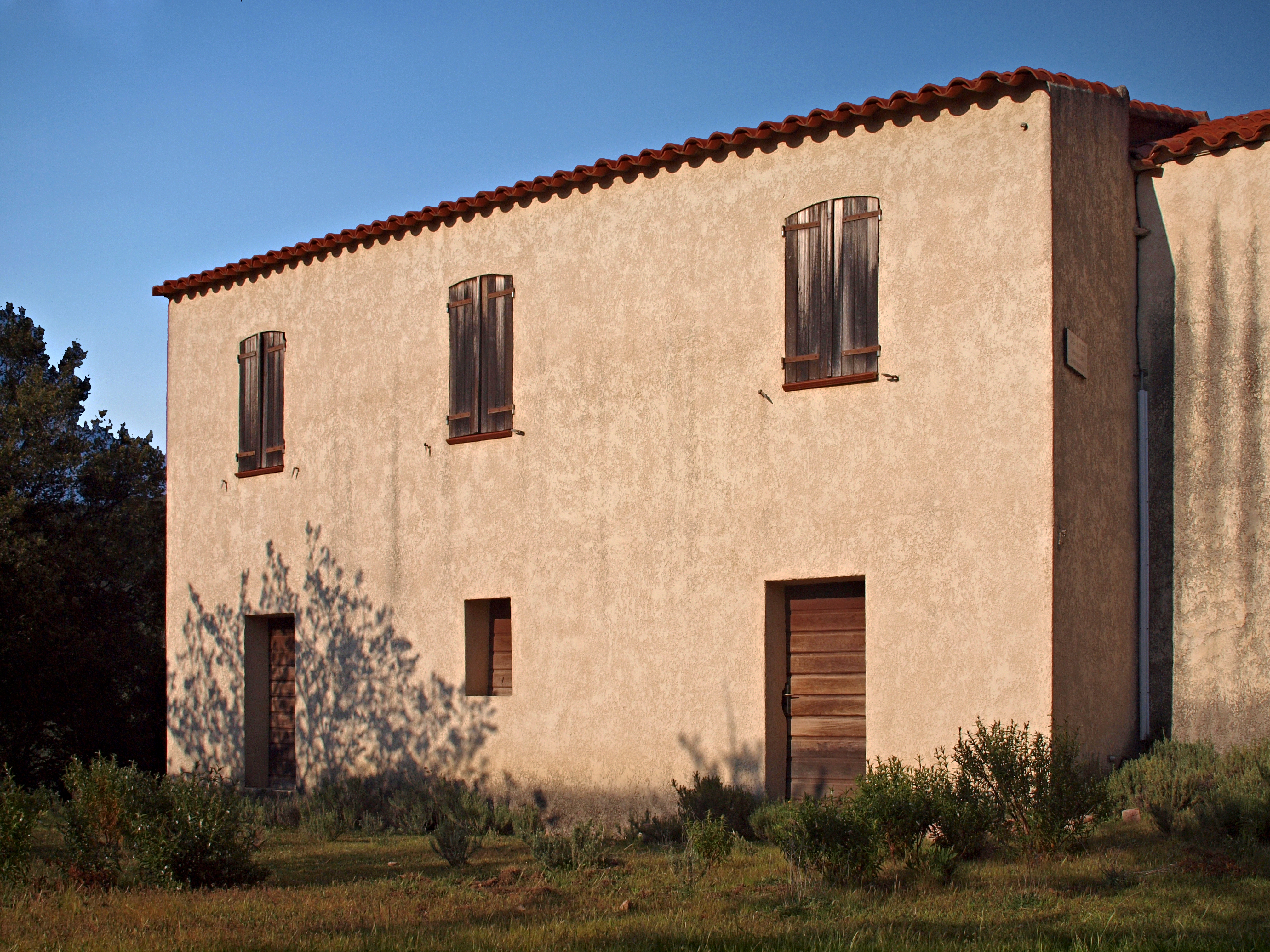
Maison des Poètes Peppu Flori et Pampasgiolu à Prezzuna

- Sur la façade de la maison qu'il habitait à Lozzi est apposée une plaque commémorative sur laquelle est écrit : « In omaggiu Peppu Flori (1898 - 1972) pueta e scrittore corsu maintenidori di a tradizione e di a fede nostre - 26 aostu 1973 ».
- Une maison des poètes existe à Galéria, au hameau de Prezzuna : la Casa di i Pueti à Peppu Flori à Pampasgiolu.

Les noms des deux poètes Flori dit Peppu et Don-Ghjaseppu Giansily dit Pampasgiolu di l'Acquale sont souvent associés car ils sont tous deux centemporains, de remarquables poètes et originaires du même village de Lozzi.
La maison à l'arrière de laquelle se trouve une annexe de la mairie de Galéria, est accolée à l'église Sainte-Lucie. Elle domine le cimetière dans lequel repose depuis 1977, Don-Ghjaseppu Giansily dit Pampasgiolu di l'Acquale.

## Publications
Peppu Flori a écrit la musique et les paroles de nombreuses chansons en langue corse qu'il a souvent interprétées avec des musiciens tels le guitariste Antoine Bonelli, François Mattei, André Revel, etc. (Cf. le catalogue sur le site BnF).

## Pour approfondir